# SIGNAL
《SIGNAL》是KAT-TUN的第2張單曲。2006年7月19日開始發售。發行公司為J-One Records。
此細碟也取下2006年7月份的（ORICON）公信榜月冠軍。

## 解説
- 初回限定盤附DVD，收錄「Making of "SIGNAL"」。
- 現在銷售數量約56.8萬張左右。
- 拿下日本ORICON公信榜單曲榜年終排行第5名。

## 收錄曲目

### 通常盤
1. SIGNAL
2. I'll be with you
3. SIGNAL（原創・卡拉OK）
4. I'll be with you（原創・卡拉OK）

### DVD付限定盤
1. SIGNAL
2. SIGNAL（原創・卡拉OK）

### 詞曲相關
「SIGNAL」

作詞：ma-saya／JOKER　作曲：JOEY CARBONE／LISA HUANG　編曲：AKIRA

「I'll be with you」

作詞：白井裕紀／新美香　作曲：Shusui／Carl Sahlin／Peter Ledin／Peter Moden　編曲：長岡成貢

## 特別相關
- NTT DoCoMo new 9 series 手機廣告主題曲

## 排行榜
| ORICON公信榜週間單曲排行榜的第1位 2006年7月31日            |                    |                              |
| 前作： 堂本光一 『Deep in your heart／+MILLION but -LOVE』 | KAT-TUN 『SIGNAL』 | 次作： KinKi Kids 『夏模様』 |